# Sferula

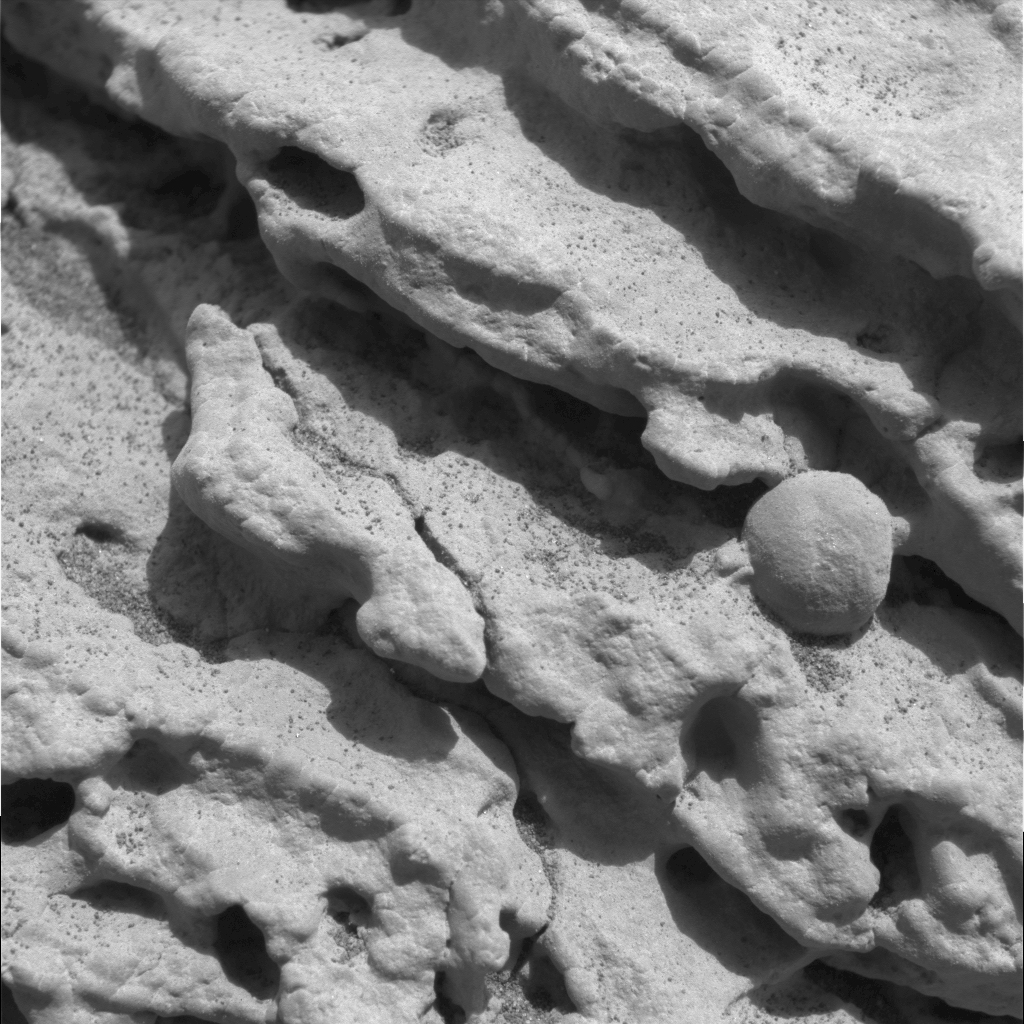
Sferule znalezione na Marsie przez łazik Opportunity

Sferula – drobna kulka szkliwa powstała na skutek stopienia się meteorytu oraz skał, w które ten meteoryt uderzył. Sferule wraz z ziarnami zeszklonego kwarcu zostały odkryte w granicznych pokładach iłów na całym świecie. Część domniemanych sferul z czasem okazała się jednak zmienionymi odchodami termitów, przetrwalnikami grzybów lub komórkami glonów.
Jeśli formy są podobne do sferul, lecz nie spełniają kryterium kulistości, są nazywane sferulopodobnymi. Ich kształt znacznie odbiegający od kulistego wskazuje, że w trakcie rozwoju strukturalno-mikroteksturowego nie przeszły one przez stadium przetopienia lub upłynnienia.

## Występowanie
Sferule znajdowane są w różnych częściach Ziemi, w tym również w Polsce. W roku 2012 na powierzchni Marsa łazik Opportunity znalazł hematytowe kule zwane marsjańskimi sferulami, czy też bardziej potocznie: marsjańskimi jagodami. Znajdowane były również na księżycu, zarówno przez załogową misję Apollo 16, jak i bezzałogową misję chińskiego łazika Yutu-2 misji Chang’e 4.